# Run 2
Run 2 är en singel från 1989 av New Order, från albumet Technique som kom samma år. Låten hette bara "Run" på albumet. Den remixades inför singelsläppet, därav "Run 2". John Denvers skivbolag stämde New Order för att de tyckte att delar av Run 2 var för lika John Denvers Leaving on a Jetplane. Det hela löstes emellertid utanför rättssalen och man tog med John Denvers namn bland de övriga låtskrivarnas.

## Låtlista
1. Run 2
2. MTO